# 시몬 시몽
시몬 시몽(Simone Simon, 1911년 4월 23일 ~ 2005년 2월 22일)은 프랑스의 배우이다.